# Ensayo

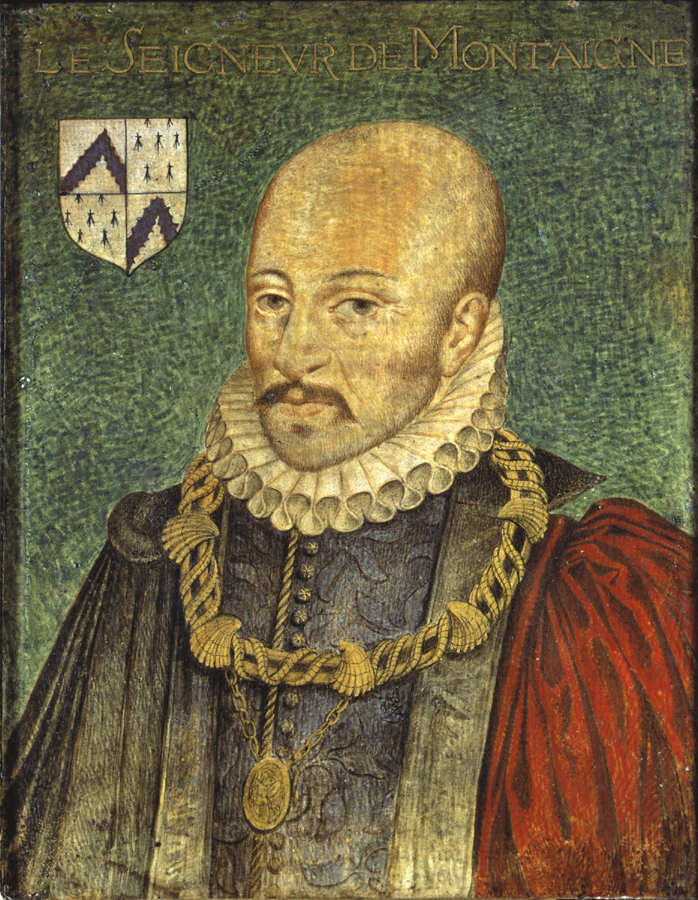
Michel Eyquem de Montaigne (aquí en un retrato de Daniel Dumonstier), filósofo y escritor francés del Renacimiento, usó el término Essais (Ensayos) para denominar sus escritos, consciente de su novedad estilística. Esta obra suya sigue considerándose un modelo clásico del género.

El ensayo es un tipo de texto en prosa que explora, analiza, interpreta o evalúa un tema. Se considera un género literario comprendido dentro del género didáctico.
Las características clásicas más representativas del ensayo son:
- Es un escrito fundamentado que sintetiza un tema significativo.
- Tiene como finalidad argumentar una opinión sobre el tema o descubrirla.
- Posee un carácter preliminar, introductorio, de carácter propedéutico.
- Presenta argumentos y opiniones sustentadas en ideales.

Casi todos los ensayos modernos están escritos en prosa. Si bien los ensayos suelen ser breves, también hay obras muy voluminosas como la de John Locke Ensayo sobre el entendimiento humano.
En países como Estados Unidos o Canadá, los ensayos se han convertido en una parte importante de la educación. A los estudiantes de secundaria se les enseña formatos estructurados de ensayo para mejorar sus habilidades de escritura, o en humanidades y ciencias sociales se utilizan a menudo los ensayos como una forma de evaluar el conocimiento de los estudiantes en los exámenes finales, o ensayos de admisión son utilizados por universidades en la selección de sus estudiantes.
Por otra parte, el concepto de "ensayo" se ha extendido a otros ámbitos de expresión fuera de la literatura, por ejemplo: un "ensayo fílmico" es una película centrada en la evolución de un tema o idea; o un ensayo fotográfico es la forma de cubrir un tema por medio de una serie enlazada de fotografías.
El ensayo literario se caracteriza por su amplitud en tratar los temas. La mayoría parten de una obra literaria pero el ensayo literario no se limita a su estudio exclusivo. Es un texto subjetivo donde se combinan la experiencia del ensayista, hábitos de estudio, trabajo literario y opiniones de una persona que muestra interés en la literatura. Los ensayos literarios tienen características comunes: subjetividad, sencillez y estilo del ensayista. En cambio el ensayo científico trata un tema del campo de las ciencias formales, naturales y sociales con creatividad, logrando una combinación del razonamiento científico con el pensamiento creativo del ensayista. Del aspecto artístico toma la belleza y la expresión a través de la creatividad sin descuidar el rigor del método científico y la objetividad de las ciencias.

## Concepto
Un ensayo es una obra literaria relativamente breve, de reflexión subjetiva pero bien informada, en la que el autor trata un tema por lo general humanístico de una manera personal y sin agotarlo, y donde muestra cierta voluntad de estilo, de forma más o menos explícita, encaminada a persuadir al lector de su punto de vista sobre el asunto tratado. El autor se propone crear una obra literaria y no simplemente informativa y versa sobre todo de temas humanísticos (literatura, filosofía, arte, ciencias sociales y políticas...) aunque también más raramente de asuntos científicos.
El ensayo, a diferencia del texto informativo, no posee una estructura definida ni sistematizada o compartimentada en apartados o lecciones, por lo que suele carecer de aparato crítico, bibliografía o notas, o estas son someras o sumarias (en el caso del ensayo escolar, es preciso aportar todas las fuentes); ya desde el Renacimiento se consideró un género más abierto que el medieval tractatus o tratado o que la suma, y se considera distinto a ellos no solo en su estructura libérrima y nada compartimentada en secciones, sino también por su voluntad artística de estilo y su subjetividad, ya que no pretende informar, sino persuadir o convencer del punto de vista del autor en el tratamiento de un tema que, como ya se ha dicho, no pretende agotar ni abordar sistemáticamente, como el tratado: de ahí su subjetividad, su carácter proteico y asistemático, su sentido artístico y su estructura flexible, que personaliza la materia.
El ensayo es una interpretación o explicación de un determinado tema —humanístico, filosófico, político, social, cultural, deportivo, por mencionar algunos ejemplos—, desarrollado de manera libre, asistemática, y con voluntad de estilo sin que sea necesario usar un aparataje documental.
En la Edad Contemporánea este tipo de obras ha llegado a alcanzar una posición central.
En la actualidad está definido como género literario, debido al lenguaje, muchas veces poético y cuidado que usan los autores, pero en realidad, el ensayo no siempre podrá clasificarse como tal. En ocasiones se reduce a una serie de divagaciones y elucubraciones, la mayoría de las veces de aspecto crítico, en las cuales el autor explora un tema concreto o expresa sus reflexiones sobre él, o incluso discurre y diserta sin tema específico.
Ortega y Gasset lo definió como «la ciencia sin la prueba explícita». Alfonso Reyes afirmó que «el ensayo es la literatura en su función ancilar» —es decir, como esclava o subalterna de algo superior—, y también lo definió como «el Centauro de los géneros». El crítico Eduardo Gómez de Baquero —más conocido como Andrenio— afirmó en 1917 que «el ensayo está en la frontera de dos reinos: el de la didáctica y el de la poesía, y hace excursiones del uno al otro». Y por su parte Eugenio d'Ors lo definió como la «poetización del saber».
Utiliza la modalidad discursiva expositivo-argumentativa y un tipo de «razonamientos blandos» que han sido estudiados por Chaïm Perelman y Lucie Ollbrechts-Tyteca en su Tratado de la argumentación.
A esto convendría añadir además que en el ensayo existe, como ha apreciado el crítico Juan Marichal, una «voluntad de estilo», una impresión subjetiva que es también de orden formal.
Otros géneros didácticos emparentados con el ensayo son:
- El discurso (en el sentido de «discurrir» sobre un tema concreto).
- La disertación.
- El artículo de prensa.
- Los géneros renacentistas y humanísticos del Diálogo, en sus variantes Platónica, Ciceroniana y Lucianesca.
- La epístola.
- La miscelánea.
- La crónica literaria.
- Los géneros híbridos.

## Historia del ensayo

### Europa
El espíritu crítico y reformista del Renacimiento alumbró géneros preensayísticos como la carta o epístola, el diálogo y la miscelánea, y ejercicios de ironía como el Elogio de la locura de Erasmo de Rotterdam. Pero el desarrollo moderno y más configurado e importante del género ensayístico vino sobre todo con el modelo impartido por los canónicos Essais (1580) del escritor renacentista francés Michel de Montaigne, término que en francés significaba "tanteos, tentativas". Unos años después, Francis Bacon siguió su ejemplo y publicó sus Essays que en su primera edición de 1597 contenía 10 ensayos y en su tercera edición, la más amplia e impresa en 1625, contenía ya 59.
Los precedentes más antiguos del ensayo hay que buscarlos en el género epidíctico o demostrativo de la oratoria grecorromana clásica; las Cartas a Lucilio (de Séneca) y los Moralia (de Plutarco) vienen a ser ya prácticamente colecciones de ensayos. En el siglo III d. C. Menandro el Rétor, aludiendo a ello bajo el nombre de «charla», expuso algunas de sus características en sus Discursos sobre el género epidíctico:
- Tema libre (elogio, vituperio, exhortación).
- Estilo sencillo, natural, amistoso.
- Subjetividad (la charla es personal y expresa estados de ánimo).
- Se mezclan elementos (citas, proverbios, anécdotas, recuerdos personales).
- Sin orden preestablecido (se divaga), es asistemático.
- Extensión variable.
- Va dirigido a un público amplio.
- Conciencia artística.
- Libertad temática y de construcción.

En Grecia donde el ensayo tiene su origen como discurso epidíctico, se consideraba como una proposición original que dispone elementos de creación, generación e innovación. Se partía del conocimiento normal (establecido) para romperlo. A partir de elementos que lo hacen, al conocimiento, diferente en: perspectiva, conjunción, relación, conformación, etc.
Es en el siglo XVIII cuando el género se revitaliza a causa del criticismo de la Ilustración y el individualismo burgués. Steele y Addison lo vulgarizan en las publicaciones periódicas, en particular en The Spectator, y William Hazlitt y Samuel Johnson se acercan al humanismo y a la crítica literaria. Voltaire escribe sus Cartas inglesas y Denis Diderot y Madame de Staël se añaden al género en lengua francesa; en el ámbito germánico destacan Johann Jakob Bodmer y Gotthold Ephraim Lessing (Laoconte), pero también Johann Georg Hamann, que aporta al género el fragmentarismo aforístico. Melchiorre Cesarotti y Pietro Napoli Signorelli pueden citarse entre muchos otros italianos. En España sobresalen el padre Benito Jerónimo Feijoo con su Teatro crítico y sus Cartas eruditas y curiosas y José Cadalso con sus Cartas marruecas; también escriben cartas ensayísticas León de Arroyal y Francisco Cabarrús.
Ya en el siglo XIX, se cultiva generalmente en alemán; son en especial peculiares e influyentes Heine, Nietzsche, Oswald Spengler entre muchos otros. En Francia se suele citar a Chateaubriand, Alexis de Tocqueville, Léon Bloy, Joseph de Maistre, Ernest Renan... En Inglaterra destacan Charles Lamb, William Hazlitt, Thomas de Quincey, Robert Louis Stevenson, Alice C. Meynell, Gilbert K. Chesterton, Matthew Arnold, Thomas Carlyle,Oscar Wilde... En Italia, acaso lo más distinguido y peculiar son las Zibaldone de Giacomo Leopardi y los ensayos de Giosuè Carducci. En España son los más citados Juan Valera, Leopoldo Alas y Marcelino Menéndez Pelayo.

### Japón

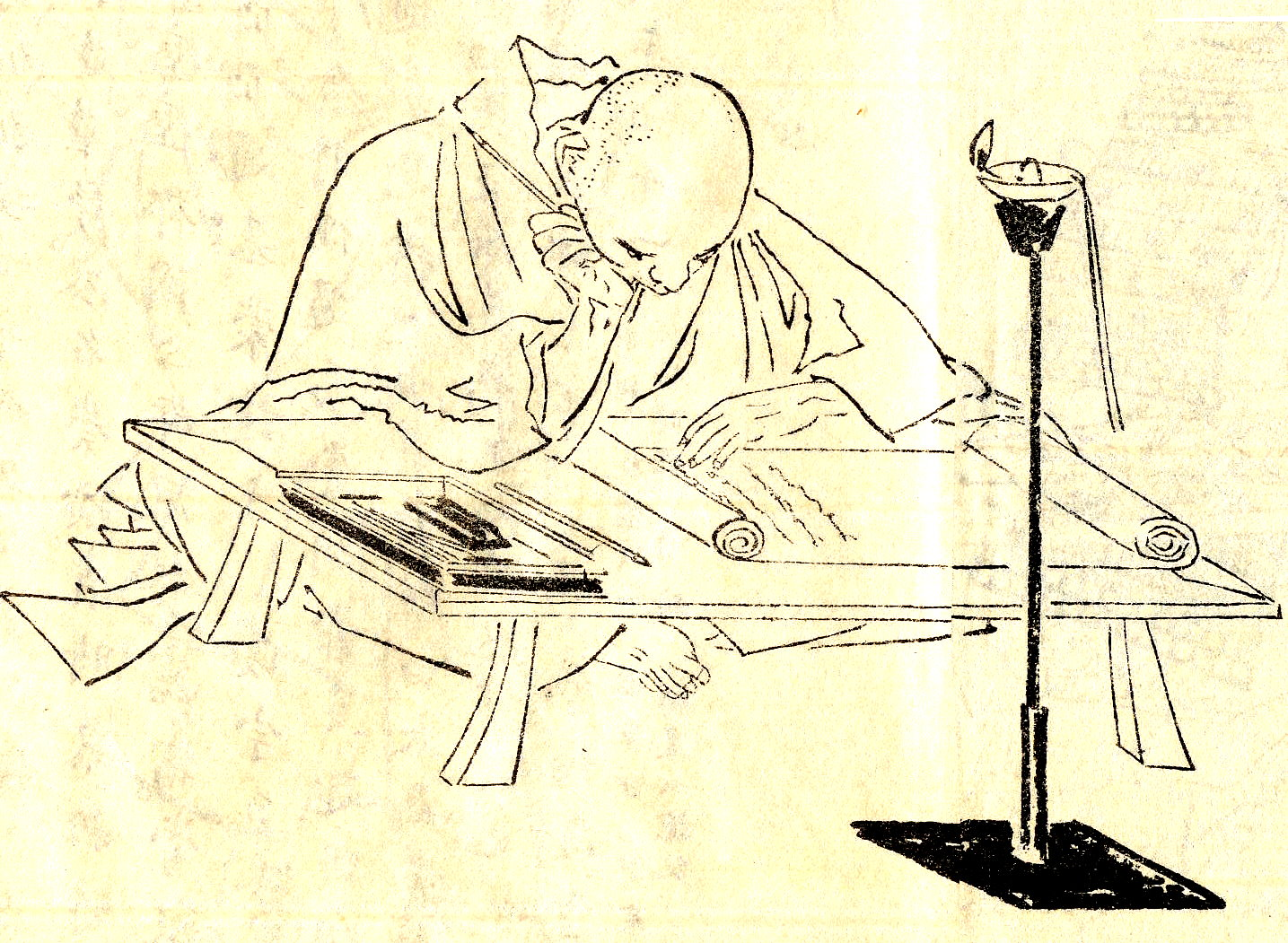
Yoshida Kenko (1283-1350). Monje budista japonés autor de Tsurezuregusa, colección de 243 ensayos cortos, publicados póstumamente. Tratan de la belleza de la naturaleza, la transitoriedad de la vida, las tradiciones, la amistad y otros.

Los ensayos existían en Japón varios siglos antes de que se desarrollaran en Europa en un género denominado Zuihitsu que se remonta a casi los inicios de la literatura japonesa. Muchas de las primeras obras más notables de la literatura japonesa están en este género. Un ejemplo notable es Makura no Sōshi (El libro de la almohada) del siglo XI escrito por Sei Shonagon, dama de compañía de la emperatriz, en la que recogió sus experiencias diarias en la corte Heian. Un segundo ejemplo es Tsurezuregusa (Ensayos en ociosidad) escrito por el monje budista Yoshida Kenkō. Kenkō describió sus breves escritos de manera similar a Montaigne, refiriéndose a ellos como "pensamientos sin sentido", escritos en "horas muertas". Se trata de su trabajo más famoso y una de las obras más estudiadas de la literatura japonesa medieval.

## Evolución del ensayo en España
En España el género surge con el Renacimiento en forma de epístolas, discursos, diálogos y misceláneas en el siglo XVI. La primera muestra del género son las Epístolas familiares (1539) de Fray Antonio de Guevara, todavía con forma de carta, quien se inspira además en las Letras (1485) de Fernando del Pulgar; también hay numerosos diálogos (casi siempre erasmistas, como los de los hermanos Alfonso y Juan de Valdés; el Diálogo de la dignidad del hombre de Fernán Pérez de Oliva...) escritos no solo en castellano, sino también en latín, o misceláneas como la de Luis Zapata (1592) o el Jardín de flores curiosas (1573) de Antonio de Torquemada. En el XVII se continúa con el Pusilipo (1629) de Cristóbal Suárez de Figueroa, las Cartas filológicas (1634) de Francisco Cascales y los Errores celebrados de la antigüedad (1653) de Juan de Zabaleta.
Luego aparece sólidamente constituido a principios del siglo XVIII con el muy reimpreso Teatro crítico universal (1726-1740) y las Cartas eruditas y curiosas (1742-1760) del padre Benito Jerónimo Feijoo, quien los denomina discursos (de "discurrir") o cartas; a finales del mismo, bajo la vaga y falsa apariencia de novela epistolar, aparecen las Cartas marruecas (1789) de José Cadalso y las Cartas económico-políticas (1784-1795) de León de Arroyal.
Solamente en el siglo XIX tomará la denominación propia como género autónomo de ensayo cuando empiecen a escribirlos algunos autores de la Generación de 1868: Emilia Pardo Bazán (La cuestión palpitante, 1883 y 1884), Juan Valera (Disertaciones y juicios literarios, La libertad en el arte...), Marcelino Menéndez Pelayo, quien emplea ya el término (Ensayos de crítica filosófica), Leopoldo Alas (Solos, 1881, y Palique, 1894)... La prensa empieza a acogerlos en algunas revistas de fin de siglo y ya se encontrará completamente asentado propiamente con los escritos en el siglo XX por la Generación del 98: Miguel de Unamuno (En torno al casticismo, 1895, y otros), José Martínez Ruiz (Al margen de los clásicos, 1915), Pío Baroja (La caverna del humorismo, 1919; El tablado de Arlequín y Nuevo tablado de Arlequín, 1903 y 1917; Vitrina pintoresca, 1935; Momentum catastroficum, 1918), Ramiro de Maeztu (Hacia otra España, 1899; La crisis del humanismo, 1919) y Antonio Machado (Juan de Mairena, 1936).
Destaca especialmente el Novecentismo, que contó con ensayistas tan dotados como José Ortega y Gasset (Meditaciones del Quijote, 1914; El Espectador 1916-1934, 8 vols.; España invertebrada, 1921; La deshumanización del arte, 1925 etc.), Ramón Pérez de Ayala (Las máscaras, 1917-1919; Política y toros, 1918, etc.), Gregorio Marañón (Ensayo biológico sobre Enrique IV de Castilla y su tiempo, 1930; Tiempo nuevo y tiempo viejo, 1940; Don Juan. Ensayo sobre el origen de su leyenda, 1940; Ensayos liberales, 1946), Eugenio d'Ors (Glosari, 1915-1917; Oceanografía del Tedi, 1918; Tres horas en el Museo del Prado. Itinerario estético, 1922), Rafael Cansinos Assens (El divino fracaso, 1918; Ética y estética de los sexos, 1921; La nueva literatura 1917-1927, 4 vols.; Los temas literarios y su interpretación, 1924 etc.), Ramón Gómez de la Serna (La utopía, 1909; El concepto de nueva literatura, 1909; El rastro, 1915; Ismos, 1931), José Bergamín (La cabeza a pájaros, 1934; El arte de birlibirloque - La estatua de Don Tancredo - El mundo por montera 1961; Ilustración y defensa del toreo, 1974; Beltenebros y otros ensayos sobre literatura española Barcelona, 1973; El clavo ardiendo, 1974; La importancia del demonio y otras cosas sin importancia, 1974; Al fin y al cabo: (prosas) 1981 etc.) o Manuel Azaña (Ensayos sobre Valera), entre otros.

## El ensayo en Hispanoamérica
El ensayo en Hispanoamérica cuenta con grandes figuras. Entre los precursores más influyentes cabe destacar al escritor argentino Domingo Faustino Sarmiento (1811-1888) con su Facundo o Civilización y barbarie (1845) y al uruguayo José Enrique Rodó (1871-1917) por su Ariel (1900). El mexicano José Vasconcelos (1881-1959) escribe sobre filosofía, estética e historia, pero es especialmente renombrado por sus ensayos de tema americano, por ejemplo su La raza cósmica, donde postula que una raza mestiza americana es la que en el futuro dirigirá el mundo. El dominicano Pedro Henríquez Ureña (1884-1946) y el argentino Ricardo Rojas (1882-1957) exploran la identidad de sus respectivos países y los que escribe el peruano José Carlos Mariategui (1895-1930) están enfocados desde el punto de vista de las ciencias sociales. También son importantes el argentino Eduardo Mallea, el mexicano Leopoldo Zea y el cubano José Antonio Portuondo, entre muchos otros.
Ya en pleno siglo XX destacan poderosamente cuatro figuras por su amplitud de conocimientos y ancho de banda: el mexicano Alfonso Reyes (1889-1959) con Cuestiones estéticas, Visión del Anáhuac, La experiencia literaria o El deslinde, entre otras obras; el ya citado Pedro Henríquez Ureña (Ensayos críticos, Historia de la cultura en América Latina, Plenitud de América); el muy original e influyente argentino Jorge Luis Borges (Inquisiciones, Otras inquisiciones, Historia de la eternidad...) y el mexicano Octavio Paz, bien con sus ensayos sobre la idiosincrasia mexicana (El laberinto de la soledad), bien con otros de tema más variado (Las peras del olmo, Cuadrivio).

## Lógica en el ensayo
La lógica es crucial en un ensayo y lograrla es algo más sencillo de lo que parece: depende principalmente de la organización de las ideas y de la presentación. Para lograr convencer al lector hay que proceder de modo organizado desde las explicaciones formales hasta la evidencia concreta, es decir, de los hechos a las conclusiones. Para lograr esto el escritor puede utilizar dos tipos de razonamiento: la lógica inductiva o la lógica deductiva.
De acuerdo con la lógica inductiva el escritor comienza el ensayo mostrando ejemplos concretos para luego inducir de ellos las afirmaciones generales. Para tener éxito, no solo debe elegir bien sus ejemplos sino que también debe presentar una explicación clara al final del ensayo. La ventaja de este método es que el lector participa activamente en el proceso de razonamiento y por ello es más fácil convencerle.
De acuerdo con la lógica deductiva el escritor comienza el ensayo mostrando afirmaciones generales, las cuales documenta progresivamente por medio de ejemplos bien concretos. Para tener éxito, el escritor debe explicar la tesis con gran claridad y, a continuación, debe utilizar transiciones para que los lectores sigan la lógica/argumentación desarrollada en la tesis. La ventaja de este método es que si el lector admite la afirmación general y los argumentos están bien construidos generalmente aceptará las conclusiones.

## Ensayos célebres y algunos fragmentos
Algunos de los ensayos más reconocidos, tanto en otros idiomas como en español, son los siguientes:
- Ensayos de Michel de Montaigne.
- Los Pensamientos de Pascal
- El espíritu de las leyes de Montesquieu
- Eureka de Edgar Allan Poe
- Una buena taza de té de George Orwell
- Arte y revolución de Richard Wagner
- Los monstruos y los críticos y otros ensayos de J. R. R. Tolkien
- Otras inquisiciones de Jorge Luis Borges
- El escritor y sus fantasmas de Ernesto Sabato
- Nuestra América de José Martí
- La expresión americana de José Lezama Lima
- El laberinto de la soledad de Octavio Paz
- La tentación de lo imposible de Mario Vargas Llosa
- Las Cartas marruecas de José Cadalso
- La España invertebrada de José Ortega y Gasset
- Tiempo viejo y tiempo nuevo de Gregorio Marañón

Los siguientes son fragmentos de ensayos.
- Fragmento del ensayo de Gabriel García Márquez, Por un país al alcance de los niños:

Una educación desde la cuna hasta la tumba, inconforme y reflexiva, que nos inspire un nuevo modo de pensar y nos incite a descubrir quiénes somos en una sociedad que se quiera más a sí misma. Que aproveche al máximo nuestra creatividad inagotable y conciba una ética —y tal vez una estética— para nuestro afán desaforado y legítimo de superación personal.

- José Ortega y Gasset. Teoría de Andalucía:

Si viajamos por Castilla no encontramos otra cosa que labriegos laborando sus vegas, oblicuos sobre el surco, precedidos de la yunta, que sobre la línea del horizonte adquiere proporciones monstruosas.
Sin embargo, no es la castellana actual una cultura campesina: es simplemente agricultura, lo que queda siempre que la verdadera cultura desaparece. La cultura de Castilla fue bélica. El guerrero vive en el campo, pero no vive del campo -ni material ni espiritualmente.

- Jorge Luis Borges. Historia de la eternidad:

Aquí de cierta réplica varonil que refiere De Quincey (Writings, onceno tomo, página 226). A un caballero, en una discusión teológica o literaria, le arrojaron en la cara un vaso de vino. El agredido no se inmutó y dijo al ofensor: “Esto, señor, es una digresión, espero su argumento”. (El protagonista de esa réplica, un doctor Henderson, falleció en Oxford hacia 1787, sin dejarnos otra memoria que esas justas palabras: suficiente y hermosa inmortalidad.)

- Michel de Montaigne. Ensayos:

No hay ningún hombre más desacertado que yo para hablar de memoria, pues es tan escasa la que tengo que no creo que haya en el mundo nadie a quien falte más que a mí esta facultad. Todas las demás son en mí viles y comunes, pero en cuanto a memoria me creo un ente singular y raro digno de ganar reputación y nombradía. Además de la falta natural que experimento (en verdad vista su necesidad Platón hace bien en nombrarla diosa grande y poderosa) si en mi país quieren señalar a un hombre falto de sentido, dicen de él que no tiene memoria; cuando me quejo de la falta de la mía me reprenden y no quieren creerme, como si me acusara, de falta de sensatez: no establecen distinción alguna entre memoria y entendimiento, lo cual agrava mi situación, pero no me perjudica, pues por experiencia se ve que las memorias excelentes suelen acompañar a los juicios débiles.

## El ensayo en la educación: estructura
La estructura del ensayo es sumamente flexible, ya que toda sistematización es ajena a su propósito esencial, que es deleitar mediante la exposición de un punto de vista persuasivo que no pretende agotar, sino explorar un tema, como sí haría (y sistemáticamente) el género literario meramente expositivo del tratado; por eso estas indicaciones son meramente orientativas.
Por eso su estructura, a nivel macro estilístico o micro estilístico, puede ser:
1. analizante y deductiva (tesis o tema al principio y desarrollo de las argumentaciones después);
2. sintetizante o inductiva (exploración de los datos y argumentos al principio y tesis o tema como conclusión final);
3. encuadrada (tesis al principio, examen de los datos y argumentaciones en el centro y reformulación de la tesis, corregida por esos datos y argumentaciones, al final).

Esta flexibilidad, que permite a una persona escribir un texto expresando lo que sabe, siente y opina sobre cualquier tema, es muy empleada en la educación. En la escuela es una práctica habitual que los alumnos redacten ensayos. De hecho, el ensayo es el género que se emplea con más frecuencia, dadas las facilidades que permite. Cada vez que un profesor pide a los alumnos desarrollar un tema, o que se realicen una investigación y se ponga por escrito, es probable que se escriba en forma de ensayo.
Un ejemplo de los pasos a seguir por un estudiante que pretende escribir un ensayo escolar podrían ser los siguientes. Lo primero y antes de redactarlo hay que documentarse sobre el tema elegido hasta alcanzar un conocimiento suficiente lo cual supone buscar la información necesaria consultando fuentes bibliográficas o de cualquier otro tipo. El segundo paso sería organizar las ideas teniendo presente para quién se escribe, qué interesa exponer y cómo hacerlo mejor. Y finalmente redactarlo siguiendo un orden, escribiendo las ideas lo mejor expresadas que se pueda y comprobando que la información, el estilo, el punto de vista y el formato son coherentes y se ajustan a lo exigido.
Un ensayo escolar convencional se suele estructurar de forma encuadrada en 3 partes: introducción, desarrollo y conclusión:

### Introducción
Es la que expresa el tema y el objetivo del ensayo; explica el contenido y los subtemas o capítulos que abarca, así como los criterios que se aplican en el texto, es el 10% del ensayo y abarca más o menos de seis a siete renglones.
Además, esta parte puede presentar el problema que plantea al tema al cual vamos a abocar nuestros conocimientos, reflexiones, lecturas y experiencias. Si este se plantea, entonces el objetivo del ensayo será presentar nuestro punto de vista sobre dicho problema (su posible explicación y sus posibles soluciones).
Una introducción en un ensayo científico suele ser la exposición de una hipótesis y de los motivos que nos han llevado a la misma. Una hipótesis es una teoría que se presenta para la solución de un problema y que a lo largo del desarrollo del ensayo se defenderá con todas las pruebas científicas que podamos aportar.
Cuando hablamos de un ensayo argumentativo, en la introducción se presenta el trabajo y se expone la tesis. Una tesis en un ensayo argumentativo es similar a la hipótesis del científico. Se trata de una idea, una afirmación, que vamos a defender a lo largo de cuerpo o desarrollo del ensayo. Esta tesis se defiende con argumentos que no tienen por qué ser científicos, pueden ser opiniones subjetivas (En un ensayo científico las opiniones subjetivas deben estar validadas científicamente)
En un ensayo expositivo la introducción tiene la finalidad básica de captar el interés del lector en el argumento del ensayo. Aunque evidentemente esto se busca en todos los ensayos que se realizan en este caso es la base de esta parte de presentación.
Cuando realizamos un ensayo de análisis literario en la introducción ponemos al lector en antecedentes sobre la obra que vamos a tratar y lo situamos el aspecto concreto de ésta que queremos analizar en nuestro ensayo.

### Desarrollo
Contiene una exposición y análisis del mismo tema, se plantean las ideas propias y se sustentan con información de las fuentes necesarias: libros, revistas, Internet, entrevistas entre otras. Constituye el 75 % del ensayo. En él va todo el tema desarrollado, utilizando la estructura interna: 50 % de síntesis, 15 % de resumen y 10 % de comentario.
Se sostiene la tesis, ya probada en el contenido, y se profundiza más sobre la misma, ya sea ofreciendo contestaciones sobre algo o dejando preguntas finales que motiven al lector a reflexionar.

### Conclusión
En este apartado el escritor expresa sus propias ideas sobre el tema, se permite dar algunas sugerencias de solución, recopilar y analizar las ideas que se trabajaron en el desarrollo del tema y proponer líneas de análisis para posteriores escritos.
Esta última parte mantiene cierto paralelismo con la introducción por la referencia directa a la tesis del ensayista, con la diferencia de que en la conclusión la tesis debe ser profundizada, a la luz de los planteamientos expuestos en el desarrollo.

## Consejos y recomendaciones para realizar correctamente un ensayo
Antes de escribir un ensayo, es conveniente documentarse y tener clara la intención del mismo tema. Mejora mucho el resultado elaborar un listado de las ideas que se van a abordar y a descartar, que luego se numeran y clasifican según el criterio más conveniente (orden natural o artificial; nestoriano (para convencer mejor), cronológico (ajustado a la explicación de un fenómeno), didáctico (de más simple a más complejo), in medias res; de enigma o pregunta inicial, de intensidad... para esbozar un esquema inicial y un primer boceto o borrador. De este modo, se puede ordenar y organizar mejor la información y la estructura, con una mayor comprensión y eficacia persuasiva, ofreciendo un resultado más maduro, satisfactorio y completamente que descarte.
Para realizar en un ensayo argumentativo, la primera de las tres partes de la estructura básica, la introducción, el autor debe presentar su opinión (tesis). En el caso de un ensayo expositivo, deberá realizar una clara delimitación del tema. No es recomendable que la introducción se exceda de un párrafo. A lo sumo, dos.
En la segunda de las partes, el desarrollo, es conveniente que se atenga a aspectos como son los siguientes: análisis, contraste, definición, clasificación, causa y efecto.
La última de las partes, la conclusión, debe consistir en un breve resumen de todo lo expuesto.
Tan importante es la preparación de los contenidos, la documentación de los mismos y su redacción, como su posterior revisión gramatical, ortográfica y de organización.
Se mejorará progresiva y notablemente el desempeño de realizar ensayos leyendo muchos y diferentes entre sí, escribiendo varios géneros, leyendo el periódico en red, etc.

## Cómo se enseña progresivamente a desarrollar argumentos
La retórica antigua establecía 14 progymnasmata o ejercicios de composición escrita graduados de menor a mayor dificultad para instruir y entrenar en el desarrollo de textos argumentativos a los futuros oradores:
1. Fábula: se escoge una fábula breve y se amplifica (mediante paráfrasis, prosopopeya y sermocinación o dialogismo), o se condensa (con elipsis o cualquier otro procedimiento). Puede ser también cualquier apólogo o parábola.
2. Narración: contar un hecho o dicho, quier fingido, quier real, mencionando quién, qué, cuándo, dónde, cómo, por qué; acaso también para qué. Una vez que se cuida que el alumno no ha omitido nada, hacerle ampliar o resumir su texto. Es el principio de la educación del orador según Quintiliano.
3. Chría o anécdota: breve y concreto relato sobre un solo hecho o dicho obra de un personaje real, expuesto en forma de réplica edificante o ingeniosa que la tradición atribuye a tal celebridad ante una determinada pregunta, hecho o situación; es la más corta de las narraciones y tiende a menudo a ser un solo párrafo, pero difiere de la máxima en que se atribuye a un personaje histórico concreto. Suele empezar "Al ver..." o "Preguntado...". Para amplificarla se alaba al autor del hecho o dicho, se refiere este con brevedad, se prueba con la razón, se apunta lo que es contrario a la razón, se añade una semejanza o comparación, un ejemplo y un testimonio u opinión de otro, y se termina con un epílogo o conclusión. Se puede amplificar por medio de paráfrasis o frases memorables acordes (refranes o sentencias apropiadas para el hecho).
4. Proverbio: ampliar con elementos concretos una declaración condensada y abstracta, una moraleja, un proverbio, un refrán, de forma muy parecida a la de la chría, utilizando paráfrasis, comparaciones, contrastes, ejemplos, citas de otros autores o de otras frases, incluyendo epílogo o conclusión.
5. Refutación: ataque a la credibilidad de una narración (el ejercicio segundo), por ejemplo una leyenda o mito. Primero se resume brevemente y luego se contemplan seis cosas: su obscuridad, improbabilidad, imposibilidad, contrariedad, indecurosidad e inutilidad. A estos argumentos les precede un exordio que vitupera al autor de la narración y un epílogo que lo reprende. Se recurre a la contradicción y al adynaton.
6. Confirmación. Se arguye para demostrar y reforzar la credibilidad de una narración (hecho o dicho) con pruebas. Un exordio alaba al autor de tal, un epílogo lo pone de ejemplo. Para ello se consideran seis cosas: lo manifiesto, lo probable, lo posible, lo conforme, lo decoroso, lo útil… Para ello se recurre a las figuras retóricas de logos.
7. Lugar común o tópico: amplificación de bienes o vicios evidentes. Se relaciona con el encomio y el vituperio. Consta de un exordio en que se dice el castigo o recompensa que merece el hombre malvado o virtuoso, se sigue lo contrario del delito o virtud que se persigue, la explicación del crimen o del mérito por amplificación, la comparación con otros crímenes o virtudes, se manifiesta la intención del hombre malvado o virtuoso y se hace una digresión sobre la vida anterior. Se aparta la compasión y se termina con un epílogo compuesto con los fines de lo legítimo, lo conforme, la equidad, lo útil, lo factible, lo glorioso u honorable y el suceso.
8. Encomio: exposición que atiende solo a las excelencias. Para eso mira el linaje, país, instrucción, mente cuerpo y fortuna de una persona, se le compara favorablemente y se termina exhortando a los demás a emularle. Es propio del género epidíctico.
9. Vituperio: exposición que atiende solo a los vicios. Se hace lo mismo que en el encomio, pero, al contrario; también es propio del discurso epidíctico.
10. Comparación: es la suma de dos encomios o de un encomio y un vituperio para hacer prevalecer a uno sobre el otro, o más raramente de dos vituperios.
11. Etopeya: imitación del carácter de una persona, como en el monólogo dramático moderno. El carácter puede ser histórico, legendario o literario y enteramente ficticio. Si se hace imitando a algún fallecido se denomina idolopeya. Se recurre a figuras del ethos.
12. Descripción: es la composición que expone su tema a los ojos de un auditorio concreto. Se sigue para ello un orden siempre; si se trata de una idea abstracta, se sigue el orden antecedente, conjuntos y consiguientes.
13. Tesis o tema, que Cicerón llamó causa y otros retóricos controversia: examen lógico de un tema sometido a investigación, pero sin referencia concreta, sin abandonar el plano abstracto. Por ejemplo, si se debe elegir mujer, pero no si Sócrates debe elegir mujer. Se diferencia del lugar común en que en este se amplifica una cosa cierta, y en la tesis la dudosa: se trata de convencer, no de buscar la verdad. Sus partes son exordio (que aprecia el tema), argumentación (de los artículos que tocan al tema y de los lugares de la exposición), oposiciones (de las cosas contrarias a las que pertenecen al fin), soluciones (por concesión, por negación o por lo contrario) y epílogo (que contiene una breve amplificación, una breve repetición de los argumentos y una exhortación breve). También puede abreviarse con un exordio, una exposición o narración y una peroración final. Han de tenerse en cuenta argumentos fundados en la legalidad, la justicia, la experiencia, los antecedentes, la decencia y las consecuencias.
14. Defensa / ataque: como lo anterior, pero dirigido a favor o en contra de leyes, porque incurre en el género deliberativo.[7]

## Tipos de ensayos
El ensayo ha sufrido varios intentos de clasificación, pero por lo general, se establecen a partir de dos puntos de vista distintos: 
- los que se fijan predominantemente en el contenido: históricos, críticos-literarios, filosóficos, sociológicos, entre otros.
- y los que toman en cuenta el modo como el ensayista trata su tema: informativos, críticos, irónicos, confesionales, etc.

Al final, todas estas clasificaciones varían con la época y son útiles desde el punto de vista pedagógico, pero todas son insuficientes cuando se enfrentan con la complejidad de la obra de un ensayista.